# Ol'ga Nazarova
Ol'ga Vladimirovna Nazarova (in russo Ольга Владимировна Назарова?; Tula, 1º giugno 1965) è un'ex velocista russa, fino al 1991 sovietica, specializzata nei 400 metri piani.

## Biografia
Ai Giochi olimpici di Seul 1988 vinse l'oro nella staffetta 4×400 m insieme alle connazionali Tat'jana Ledovskaja, Marija Pinigina e Ol'ha Bryzhina.
Alle successivi Olimpiadi vinse un altro oro sempre nella staffetta 4×400 m con Elena Ruzina, Ljudmyla Džyhalova e Ol'ha Bryzhina

## Record nazionali

### Seniores
- 400 metri piani: 49"11 ( Seul, 25 settembre 1988)

## Palmarès
| Anno                                      | Manifestazione  | Sede         | Evento      | Risultato  | Prestazione | Note            |
| ----------------------------------------- | --------------- | ------------ | ----------- | ---------- | ----------- | --------------- |
| In rappresentanza dell' Unione Sovietica  |                 |              |             |            |             |                 |
| 1986                                      | Europei         | Stoccarda    | 400 m piani | Semifinale | 52"11       |                 |
| 1986                                      | Europei         | Stoccarda    | 4×400 m     | Finale     | dq          |                 |
| 1987                                      | Mondiali indoor | Indianapolis | 400 m piani | 4ª         | 52"76       |                 |
| 1987                                      | Mondiali        | Roma         | 400 m piani | 8ª         | 51"20       |                 |
| 1987                                      | Mondiali        | Roma         | 4×400 m     | Argento    | 3'19"50     |                 |
| 1988                                      | Giochi olimpici | Seul         | 400 m piani | Bronzo     | 49"90       |                 |
| 1988                                      | Giochi olimpici | Seul         | 4×400 m     | Oro        | 3'15"18     | Record mondiale |
| 1991                                      | Mondiali        | Tokyo        | 4×400 m     | Oro        | 3'18"43     |                 |
| In rappresentanza della Squadra Unificata |                 |              |             |            |             |                 |
| 1992                                      | Giochi olimpici | Barcellona   | 400 m piani | 4ª         | 49"69       |                 |
| 1992                                      | Giochi olimpici | Barcellona   | 4×400 m     | Oro        | 3'20"20     |                 |
| In rappresentanza della Russia            |                 |              |             |            |             |                 |
| 1995                                      | Mondiali        | Göteborg     | 400 m piani | Semifinale | 51"83       |                 |